# Рудаков Максим Олексійович
Максим Олексійович Рудаков (рос. Максим Алексеевич Рудаков, нар. 22 січня 1996, Санкт-Петербург, Росія) — російський футболіст, воротар клубу «Сочі».

## Ігрова кар'єра

### Клубна
Максим Рудаков є вихованцем пітерського футболу. У ДЮСШ «Кіровця» Максим починав грати як нападник. Пізніше зайняв місце у воротах. Перед початком сезону 2012/13 був внесений у заявку «Зеніта». Тривалий час грав у молодіжній команді «Зеніта». Брав участь у Юнацької ліги УЄФА.
Та пробитися в основу пітерського клуба Рудаков не мав змоги і змушений був відправитися в оренду. Полоивну сезону 2016/17 воротар провів в оренді у клубі «Зеніт» з Пензи. Після чого повернувся до Санкт-Петербурга, де грав у другій команді. 2018 і 2019 роки Рудаков провів в оренду у Фінляндії у складі столичного клубу ГІК.
Повернувшись до Росії, у лютому 2020 року Рудаков підписав контракт з клубом «Ростов». У травні 2021 року зіграв першу гру в основі ростовського клуба. Після чого знову відправився в оренду. Провівши половину сезону у Волгограді у стані «Ротора», з січня 2022 року воротар повернувся до Фінляндії. Цього разу його клубом став «Гонка» з міста Еспоо.
У лютому 2024 року як вільний агент Максим Рудаков перейшов до клубу «Сочі».

### Збірна
У складі юнацької збірної Росії (U-19) Максим Рудаков став фіналістом юнацької першості Європи. На турнірі він був дублером Антона Мітрюшкіна і на поле не виходив.

## Титули
Зеніт
 Переможець Кубка Росії: 2015/16
ГІК
 Чемпіон Фінляндії: 2018
Гонка
- Переможець Кубка фінської ліги: 2022
- Бронзовий призер чемпіоната Фінляндії: 2022